# Seznam dílů seriálu 3 mimo: Příběhy z Arkádie
Toto je seznam dílů seriálu 3 mimo: Příběhy z Arkádie. Americký počítačem animovaný televizní seriál 3 mimo: Příběhy z Arkádie byl zveřejněn 21. prosince 2018 na Netflixu.

## Přehled řad
| Řada | Díly | Premiéra na Netflixu |
| ---- | ---- | -------------------- |
| 1    | 13   | 21. prosince 2018    |
| 2    | 13   | 12. července 2019    |

## Seznam dílů

### První řada (2018)
| Č. v seriálu | Č. v řadě | Původní název         | Český název                | Režie                              | Scénář                                                         | Premiéra na Netflixu |
| ------------ | --------- | --------------------- | -------------------------- | ---------------------------------- | -------------------------------------------------------------- | -------------------- |
| 1-2          | 12        | Terra Incognita       | Terra Incognita            | Guillermo del Toro a Rodrigo Blaas | Guillermo del Toro a Marc Guggenheim                           | 21. prosince 2019    |
| 3            | 3         | Mind Over Matter      | Vítězství ducha nad hmotou | Johane Matte                       | Matthew Chauncey, Aaron Eisenberg, Will Eisenberg a Lila Scott | 21. prosince 2019    |
| 4            | 4         | Beetle Mania          | Broukománie                | Elaine Bogan                       | Aaron Eisenberg a Will Eisenberg                               | 21. prosince 2019    |
| 5            | 5         | Collision Course      | Kolizní kurz               | Andrew Schmidt                     | Matthew Chauncey                                               | 21. prosince 2019    |
| 6            | 6         | D'aja Vu              | D'aja Vu                   | Johane Matte                       | A.C. Bradley                                                   | 21. prosince 2019    |
| 7            | 7         | Flying the Coop       | Létající kurník            | Johane Matte                       | Lila Scott                                                     | 21. prosince 2019    |
| 8            | 8         | Party Crashers        | Narušitelé večírku         | Elaine Bogan                       | A.C. Bradley                                                   | 21. prosince 2019    |
| 9            | 9         | Lightning in a Bottle | Blesk v lahvi              | Andrew Schmidt                     | Aaron Eisenberg a Will Eisenberg                               | 21. prosince 2019    |
| 10           | 10        | The Arcadian Job      | Arkádiánská záležitost     | Johane Matte a John Laus           | Matthew Chauncey                                               | 21. prosince 2019    |
| 11           | 11        | Truth Be Told         | Po pravdě                  | Elaine Bogan                       | Lila Scott                                                     | 21. prosince 2019    |
| 12           | 12        | Last Night on Earth   | Poslední noc na Zemi       | Andrew Schmidt                     | Matthew Chauncey, Aaron Eisenberg a Will Eisenberg             | 21. prosince 2019    |
| 13           | 13        | Bad Omen              | Omenova špatná znamení     | Rodrigo Blaas                      | A.C. Bradley a Lila Scott                                      | 21. prosince 2019    |

### Druhá řada (2019)
| Č. v seriálu | Č. v řadě | Původní název                            | Režie                                 | Scénář                                                         | Premiéra na Netflixu |
| ------------ | --------- | ---------------------------------------- | ------------------------------------- | -------------------------------------------------------------- | -------------------- |
| 14           | 1         | Moving Day                               | Andrew Schmidt                        | Lila Scott                                                     | 12. července 2019    |
| 15           | 2         | Moonlight Run                            | Johane Matte                          | Matthew Chauncey                                               | 12. července 2019    |
| 16           | 3         | Dogfight Days of Summer                  | Elaine Bogan                          | Aaron Eisenberg & Will Eisenberg                               | 12. července 2019    |
| 17           | 4         | Mother's Day                             | Andrew L. Schmidt                     | Matthew Chauncey                                               | 12. července 2019    |
| 18           | 5         | Ill Gotten Gains                         | Elaine Bogan a Francisco Ruiz Velasco | Ian Rickett                                                    | 12. července 2019    |
| 19           | 6         | There's Something About Gwen (of Gorbon) | Johane Matte                          | Aaron Eisenberg a Will Eisenberg                               | 12. července 2019    |
| 20           | 7         | Asteroid Rage                            | Andrew Schmidt                        | Matthew Chauncey, Aaron Eisenberg, Will Eisenberg a Lila Scott | 12. července 2019    |
| 21           | 8         | Luug's Day Out                           | Johane Matte                          | Lila Scott                                                     | 12. července 2019    |
| 22           | 9         | The Fall of House Tarron                 | Francisco Ruiz Velasco a Elaine Bogan | A.C. Bradley                                                   | 12. července 2019    |
| 23           | 10        | The Big Sleep                            | Rodrigo Blaas                         | Matthew Chauncey                                               | 12. července 2019    |
| 24           | 11        | Return to Trollmarket                    | Andrew Schmidt                        | Aaron Eisenberg, Will Eisenberg a Lila Scott                   | 12. července 2019    |
| 25-26        | 1213      | A Glorious End                           | Francisco Ruiz Velasco                | A.C. Bradley, Marc Guggenheim, Ian Rickett a Lila Scott        | 12. července 2019    |